# Хоторн (Њу Џерзи)
Хоторн (енгл. Hawthorne) град је у америчкој савезној држави Њу Џерзи.

## Демографија
По попису из 2010. године број становника је 18.791, што је 573 (3,1%) становника више него 2000. године.
| Група             | 2000.          | 2010.          |
| Белци             | 16.141 (88,6%) | 14.792 (78,7%) |
| Афроамериканци    | 137 (0,8%)     | 426 (2,3%)     |
| Азијати           | 344 (1,9%)     | 530 (2,8%)     |
| Хиспаноамериканци | 1.354 (7,4%)   | 2.897 (15,4%)  |
| Укупно            | 18.218         | 18.791         |